# Aftakas

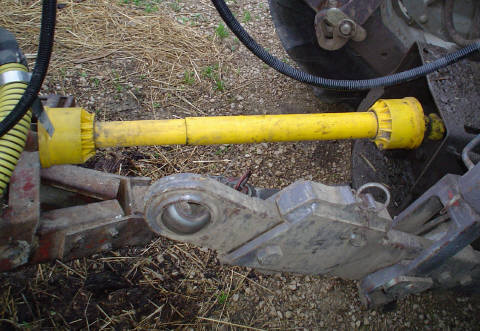
Tussenas

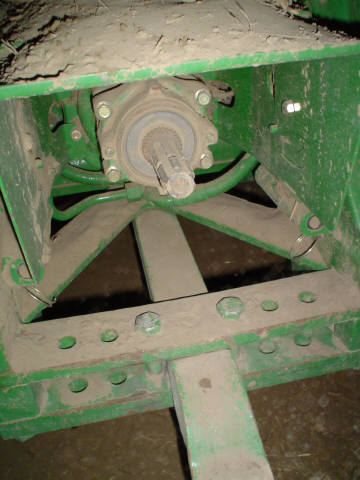
Aftakasstomp (PTO) aan de trekker

De aftakas (een mechanische vorm van power take-off of krachtafnemer) is sinds de jaren 50 standaard op een tractor aanwezig. De aftakas is een cardanaandrijving met een schuifkoppeling, en snelkoppelingen aan beide zijden voor het overbrengen van vermogen van een trekker/werktuigdrager naar een werktuig. Deze as verbindt een werktuigdrager en een werktuig met als doel het vermogen van de motor over te brengen op het werktuig. Bij een tractor kan het koppelpunt zich aan de achter-, voorzijde of aan een zijkant bevinden. De aankoppelpunten worden ook aftakas genoemd.
Voorbeelden van werktuigen die met een aftakas aangedreven worden zijn: cyclomaaier, balenpers, kunstmeststrooier, frees of landbouwspuit.
De meeste werktuigen die een aftakas nodig hebben zijn ontworpen op een toerental van 540 omwentelingen per minuut (tpm). Er zijn ook trekkers te verkrijgen met een (extra) aftakas met 750 of 1000 tpm. Dit toerental wordt gemeten bij het motortoerental met het maximaal vermogen (meest rond 2000 tpm). De 750 tpm-aftakas wordt gebruikt om een machine ontworpen voor 540 tpm aan te drijven bij een lager motortoerental dan bij het maximale vermogen van de werktuigdrager. Dit bespaart brandstof en is dus economischer. Daarom wordt het door de fabrikanten ook vaak 540E of E540 genoemd. De 1000 tpm aftakas is bedoeld voor machines die veel vermogen nodig hebben. Door het hogere toerental zijn de krachten in de as namelijk lager. Net zoals de 540E is er ook een 1000E mogelijk als optie op sommige grotere trekkers, deze draait bij 2000 motortoeren met een snelheid van 1400 tpm.
Er vonden veel ongelukken plaats met de aftakas, doordat men te dicht bij de snel draaiende as kwam waardoor kleren of ledematen aan de as bleven haken. Nu is het wettelijk verplicht om het geheel af te schermen met een harde kunststof bescherming die niet meedraait, om deze ongelukken te voorkomen.